# 讃美歌第二編
『讃美歌第二編』（さんびかだいにへん）は、日本基督教団讃美歌委員会が1967年（昭和42年）に発行した讃美歌集である。同委員会が1954年（昭和29年）に発行した『讃美歌』を補うもので、同委員会の前身である「讚美歌委員會」が1909年（明治42年）に発行した『讚美歌第二編』との関連はない。
讃美歌（1954年版）が主として礼拝で使用されることを重点に編集されていることに対し、本書は幅広い領域で使用されることを目的としている。例えば、教会の集会、職場や家庭、聖歌隊並びにキリスト教主義学校の礼拝や行事に適したものを収録した。
このような歌集は、讃美歌（1954年版）発行時から期待されていたが、1964年（昭和39年）から編纂が始まり、1967年（昭和42年）11月に発行した。編纂に着手した際の讃美歌委員は、委員長の藤田昌直のほか、山本尚忠、江口忠八、原恵、賀川純基、北村宗次、小林望、小笠原政敏、奥田耕天並びに相馬恵助で、加えて歌詞専門委員として倉長真、笹淵友一、滝沢陽一、田中彰寛、豊田實、柳田知常並びに由木康を、音楽専門委員として藤田昌克、小泉功、ディヴィド・D・ラーソン、松田孝一、岡本敏明、鳥居忠五郎並びに柳原豊彦を委嘱し、教団宣教師アイラ・ジャン・ヘッセリンク Jr. 夫人の指導も受けた。
収録された259篇のうち、日本語原作のものは47篇で、他の212篇は外国語からの翻訳歌であった。時代の要請もあり、口語体の歌詞を取り入れようと試みたが、多くの音節数を必要とするため口語体の歌詞は34篇にとどまった。歌詞の表記法は讃美歌（1954年版）と同じとしたが、送りがなについては1959年（昭和39年）の内閣告示『送りがなのつけ方』に従った。
1976年（昭和51年）に、日本基督教団讃美歌委員会の委員のほかに、日本カトリック司教協議会や日本福音ルーテル教会、日本聖公会からの編集委員なども加わるエキュメニカル（教会一致）的な構成者により編纂した讃美歌集『ともにうたおう』を出版した。『ともにうたおう』は「第三編」とも呼ばれ、第一編と第二編、もしくはそれに第三編も加えた合冊版も刊行した。
- 『讃美歌』日本基督教団出版部、東京、1954年12月1日。ISBN 4-8184-3001-3。OCLC 31851327。
- 『讃美歌第二編』日本基督教団出版局、東京、1967年11月19日。ISBN 4-8184-3007-2。 NCID BA77726578。
- 『ともにうたおう』日本基督教団出版局、東京、1976年12月10日。ISBN 4-8184-3010-2。 NCID BN09363632。OCLC 676194341。全国書誌番号:98009752。

## 記事
1988年（昭和63年）12月に、別紙「讃美歌における不快語の読み替えについて」の挟み込みあるいは巻末への貼り込みを始めた。2016年（平成28年）からは不快語読み替え訂正を、『讃美歌』第二編付（合本）のA6判が255版、B6判が33版、A5判が12版、『讃美歌』第二/三編付（三編合本）のA6判135版、B6判17版から反映した。
2017年（平成29年）8月1日に価格の改定を発表した。いずれも本体価格で、同年10月より『讃美歌』第二編付（合本）のA6判・クロス装が2,400円から2,600円に、2018年（平成30年）3月以降に予定される重版より『讃美歌』のB6判・クロス装が2,800円から3,200円に、『讃美歌』第二編付（合本）のB6判・クロス装が3,800円から4,600円に、『讃美歌』第二/三編付（三編合本）のB6判・クロス装が4,200円から5,200円となる。2023年（令和5年）2月14日にも価格の改定を発表した。いずれもA6判・クロス装で本体価格が、『讃美歌』第二編付（合本）は266版より2,600円から2,800円、『讃美歌』第二/三編付（三編合本）は143版より3,000円から3,200円となった。

## 収録曲
欧米讃美歌
- 001 こころを高くあげよう - 由木康/詞[11]
- 002 主はまきびと
- 003 わがむねのうちに
- 004 この世にあかしをたて
- 005 ガリラヤの村を
- 006 主はわが牧者
- 007 主よ、わたしのさけびを
- 008 われらをえらびて
- 009 聞きたまえや
- 010 みことばたずさえて
- 011 この世のものみな
- 012 主の教えのべ伝え
- 013 イエスの み名に
- 014 見よ、むらがるあくの霊
- 015 いとしたわしき
- 016 丘のうえで木にあげられ
- 017 みたまのかみ きよきあいよ
- 018 たかきにいまして
- 019 もろびと声合わせて
- 020 み神は世界に
- 021 ひかりの神のことばは
- 022 みちからあふるる
- 023 かみともにいまして
- 024 世界をすべたもう主よ
- 025 うたごえ高らかに
- 026 ちいさなかごに
- 027 立て、つわもの
- 028 やみを照らす主よ
- 029 イエスきみの使者なれば
- 030 ああユダヤよ
- 031 やすきこころの
- 032 世界のひとの
- 033 やすらかに眠らん
- 034 みたまのかよえる
- 035 われらのこころの
- 036 はたらき人らは
- 037 主のふかき愛は
- 038 光のくらきに
- 039 主イエスはすすみて
- 040 ものみなこぞりて
- 041 主はわがかいぬし
- 042 よろこびあふれ
- 043 せかいののぞみなる主よ
- 044 みかみのさかえは
- 045 いしずえゆるがぬ
- 046 真理をあいする - 黒沢敬一/編[12]
- 047 朝空はれて（祈りの四季）
- 048 主イエスは近しと
- 049 めさめてたたえまつれ
- 050 たえなるみうたの
- 051 なつかしきしらべ
- 052 われらはきたりぬ（三人の博士）
- 053 星のひかり
- 054 われらの主イエスは
- 055 主イエスは死に勝ち
- 056 主はその群れを
- 057 あらしのあとに
- 058 いかなればきみはかく
- 059 すべてのもの統らすかみよ
- 060 望みとよろこび（入学式・始業式）
- 061 父なる神よ、み手により（教職員礼拝）
- 062 とこしえにいます

日本現代讃美歌
- 063 主のみたまは - 藤田昌直/詩[11]，池宮英才/曲[12]
- 064 のぼれ 高くのぼれ
- 065 われは知れり、主のめぐみ（学生の歌）
- 066 朝のみどりに
- 067 ナザレの村の
- 068 みかみのめぐみに（卒業式・記念式典）
- 069 新しい歌をうたおう
- 070 幾千万の母たちの（戦いよ、終われ）
- 071 せかいのともと
- 072 よろこびは満ちあふる
- 073 なだれにも似たる人波（勤労者の歌）
- 074 よき師あり
- 075 主よ、おさな子は
- 076 大空のもと
- 077 頑くなにも
- 078 イエスさまが教会を（家庭礼拝）
- 079 野にいでて（祈りの座）
- 080 み言葉をください
- 081 おどる黒潮
- 082 きょうありて
- 083 呼ばれています

単旋律聖歌
- 084 主よ、あわれみたまえ
- 085 聖なるかな
- 086 世の罪をのぞく
- 087 世の成らぬさきに
- 088 永久のひかりなる
- 089 この日 主うまれましぬ
- 090 かちうたうたいて
- 091 われらのすぎこし
- 092 よろこび ことほげ

コーラル・詩篇歌等
- 093 わがよろこび
- 094 天にます み父よ（主の祈り）
- 095 わがこころよ、いま
- 096 いまこそ来ませ
- 097 たえにもとうとき
- 098 み神のみむねは
- 099 ひとよ、汝がつみの
- 100 主は死につながれ
- 101 かがやくこの朝
- 102 朝とく み墓に
- 103 みたまなる神よ
- 104 あがめよたたえよ
- 105 主よ、みことばもて
- 106 よろずを治らす
- 107 われらの望みは
- 108 みかみの みことば
- 109 聖なるみすがた
- 110 悪しきたましいは
- 111 岩なる主イエスを（教会）

各国カロル
- 112 きたりたまえ、われらの主よ
- 113 太鼓をたたけ
- 114 うまやのなかに
- 115 たいまつ手に手に
- 116 ノエル ノエル
- 117 おうまれだ イエスさまが
- 118 まぶねにやすけく
- 119 ねむる み子は
- 120 み子なるイエス
- 121 こよい鳴りわたる
- 122 しずかにねむれ
- 123 さあ目をさまして
- 124 マリヤはあゆみぬ
- 125 ねむれや、みどりご
- 126 この日ひとと
- 127 雪はつもり
- 128 世のひと忘るな
- 129 ひいらぎかざろう
- 130 ひつじをまもる
- 131 いざうたえ
- 132 ハレルヤ、ハレルヤ

各国民謡にもとづく讃美歌
- 133 花のあけぼの
- 134 すくいぬしよ、イエスよ
- 135 来ませ主よ
- 136 われ聞けり かなたには
- 137 千代のいわおの
- 138 いざ主をほめまつれ（婚約式・結婚式）
- 139 ねむれよ ねむれ
- 140 ながき道 ひとりあるきて
- 141 生くるはいかに
- 142 わかきわれらは
- 143 いざゆけ、野山に
- 144 すみわたる大空に
- 145 かみのたみは
- 146 みどりの野辺も
- 147 こがねの城を経めぐるとも
- 148 父なる神の さずけましし
- 149 花はほほえみ
- 150 あめなるよろこび
- 151 主よ、わが叫び
- 152 古いものはみな
- 153 空も青き ガリラヤの
- 154 あめつち造りし
- 155 おそるべきいまの世にぞ
- 156 めさめよ、わがたま
- 157 この世のなみかぜさわぎ
- 158 荒野の風は激しく
- 159 みこころにしたがい
- 160 父の神の右にます
- 161 輝く日を仰ぐとき
- 162 主にあるたみみな
- 163 主イエスの み名こそ
- 164 勝利をのぞみ
- 165 さびしい谷の道
- 166 たのしきふるさと
- 167 われをもすくいし
- 168 わがたまめさめよ
- 169 み神のみまえに
- 170 あらしをはらめる
- 171 大波のように

黒人霊歌
- 172 世界に告げよ
- 173 弟子にしてください
- 174 エジプトよ、イスラエルの（行け、モーセ）
- 175 深い川を越えて
- 176 星かげおち
- 177 あなたも見ていたのか
- 178 馬車よ、おりてこい
- 179 みまえにわれらつどい
- 180 イエスのそばへのがれて行こう
- 181 のぼろう、のぼろう（ヤコブのはしご）

福音唱歌
- 182 丘のうえに十字架たつ
- 183 九十九の羊は
- 184 神はひとり子を
- 185 カルバリ山の
- 186 日ごと主イエスに
- 187 聖徒よ、よろこびもて
- 188 きみのたまものと
- 189 丘の上の教会へ
- 190 み墓ふかく
- 191 主のまことはくしきかな
- 192 シャロンの花
- 193 夕日かげうすれゆき
- 194 おおみ神をほめまつれ
- 195 キリストにはかえられません
- 196 救い主は待っておられる
- 197 あおき牧場ときよきみぎわ
- 198 おのが十字架を

輪唱
- 199 ハレルヤ ─輪唱─
- 200 すべてのたまもの ─輪唱─
- 201 日ごとの糧 ─輪唱─
- 202 友よ、また会う日まで ─輪唱─
- 203 神よ、たまえ平和を ─輪唱─
- 204 主イエスのなみだに ─輪唱─
- 205 主のあいを身にうけて ─輪唱─
- 206 アーメン ─九声の輪唱─
- 207 かみにさかえあれや ─輪唱─

独唱・合唱曲
- 208 主のまえに黙して耐え ─独唱─
- 209 み民を 主はかえりみ ─独唱─
- 210 わが悩み知りたもう ─独唱─
- 211 みかみのめぐみ たたえつつ
- 212 神よ、義をもてわれを
- 213 ゆりかごに風吹き
- 214 海原を越えてきし
- 215 とおい空のかなたから
- 216 みつかいうたいて
- 217 ひいらぎと つたは
- 218 おはようマリヤ
- 219 さやかに星はきらめき
- 220 きたれや、み使い
- 221 新しきいのち生まれぬ（洗礼）
- 222 めぐみの主よ、み前に立つ（祝歌）
- 223 やすきよ、いこいよ
- 224 うたごえしずかに
- 225 みかみをたたえまつれ
- 226 み神よ、われらを
- 227 ああ主よ、われは深き淵より
- 228 こころに主イエスを
- 229 たのしき学びの園より（卒業式）
- 230 わが主を十字架の
- 231 罪、とが、不義、悪
- 232 なやみのときに（「ドイツ・ミサ」 1．序唱）
- 233 栄光、かみにあれ（「ドイツ・ミサ」 2．栄光かみにあれ）
- 234 世界のはじめに　光あれと（「ドイツ・ミサ」 3．主のいましめ）
- 235 ああ主はみことばと（「ドイツ・ミサ」 4．献げまつる）
- 236 聖なるかな（「ドイツ・ミサ」 5．聖なるかな）
- 237 み弟子らにかこまれ（「ドイツ・ミサ」 6．聖餐）
- 238 主のみことばは めぐみに満つ（「ドイツ・ミサ」 7．平和あれ）
- 239 主はわが祈りに（「ドイツ・ミサ」 8．終曲）
- 240 主のみいつのまえに（「ドイツ・ミサ」 9．祈り）

デスカント
- 241 聖なる、聖なる
- 242 牧人ひつじを
- 243 あら野のはてに
- 244 きよし このよる
- 245 神の み子は 今宵しも
- 246 諸人こぞりて
- 247 たたかいおわりて
- 248 あまつ みつかいよ

レスポンス
- 249 さいわいなるかな
- 250 聖なる万軍の神よ
- 251 いざ　たたえまつれ
- 252 ハレル、ハレル
- 253 ホサナとうたえ
- 254 主は勝ち 主は統べ
- 255 み神の愛を
- 256 救い主イエスのめぐみ
- 257 このいのり
- 258 聖なる主イエスよ
- 259 主よ、われらを祝し

## 脚註

### 註釈
1. 1 2 3 4  編纂途中に江口忠八、北村宗次、小林望及び小笠原政敏は岸本羊一、妹尾活夫、山下萬里及び米倉義一と委員を交代した[2]。